# Fosalvudintidoxil
Fosalvudintidoxil ist ein experimenteller Arzneistoff zur Behandlung HIV-infizierter Patienten im Rahmen einer HAART. Die von Heidelberg Pharma betriebene Entwicklung wurde in der klinischen Phase II eingestellt.

## Pharmakokinetik
Fosalvudintidoxil ist ein Prodrug, dessen Metabolit Fluorthymidin zur Gruppe der nukelosidischen Reverse-Transkriptase-Inhibitoren (NRTI) gehört.

## Chemie
Fosalvudintidoxil ist – wie auch Fozivudintidoxil und Fosfluridintidoxil –  eine Verbindung eines Thioetherdihydrogenphopshats mit einem modifizierten Nukleosid, in diesem Fall Alovudin (Fluorthymidin, 3'-Desoxy-3'-fluorthymidin). Der Lipidrest hat ein chirales C-Atom, so dass als Wirkstoff ein Epimerengemisch vorliegt.

(2RS)(2-Decyloxy-3-dodecylthio-1-propyl)dihydrogenphosphat
Strukturkomponente der Nukleosid-Phospholipide Fosfluridintidoxil, Fosalvudintidoxil und Fozivudintidoxil